# Pause de la septième manche

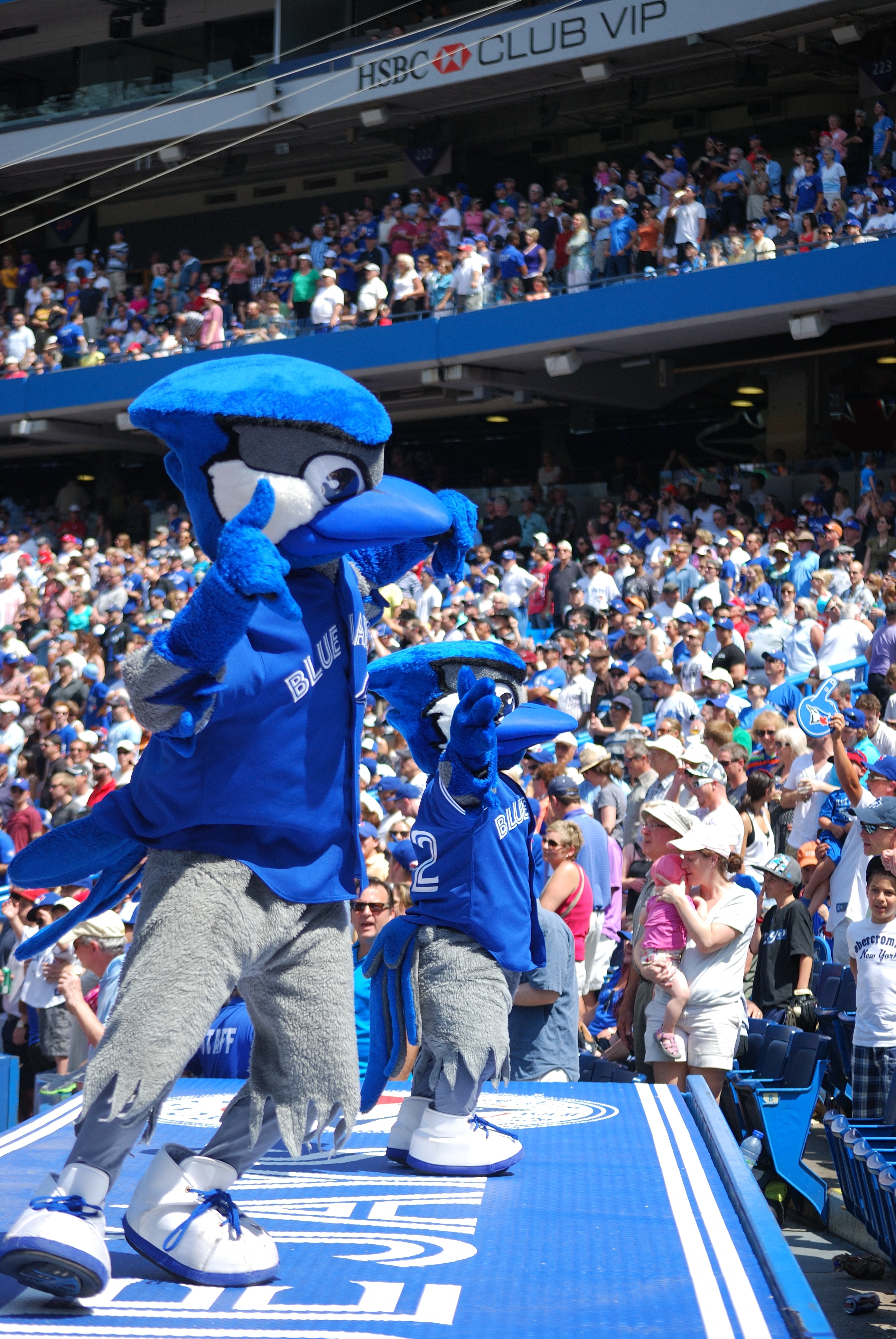
Les deux mascottes des Toronto Blue Jays durant une pause de la septième manche.

La pause de la septième manche est une tradition des matchs de baseball. L'interruption de jeu entre les demi manches de la septième manche est plus longue, permettant aux fans de se dégourdir les jambes. Si certains supporteurs choisissent cette option, la majorité d'entre eux reste en tribune afin de reprendre les chansons de la pause de la septième manche, au premier rang desquelles, Take Me Out to the Ball Game.

## Histoire
Les origines de cette tradition restent nébuleuses. La plus ancienne trace écrite remonte à 1869, et une lettre d'Harry Wright rapportant le fait que les fans des Cincinnati Red Stockings s'étiraient et marchaient à l'occasion de la pause de la septième manche. Le 31 mai 1882, Manhattan College joue contre les New York Metropolitans au Polo Grounds. Brother Jasper, directeur des sports au Manhattan College, impose aux étudiants-spectateurs des étirements et un peu de marche lors de la pause de la septième manche. La troisième histoire des débuts de la pause remonte à 1910. Le président William Howard Taft assiste à l'ouverture de la saison. Lors de la pause de la septième manche, il fait quelques étirements, et la foule suit son exemple. Le terme de « seventh-inning stretch » apparait quelques jours plus tard dans le New York Times du 17 avril 1910.
La pause devient moderne et mieux documentée quand elle y associe de la musique et notamment Take Me Out to the Ball Game. La Pacific Coast League est la première à adopter ce titre pour la pause de la septième manche en 1945. La chanson est ensuite jouée à l'orge, notamment dans les différentes franchises de Bill Veeck. Revenu à la tête des White Sox de Chicago en 1976, il invite l'annonceur Harry Caray à chanter. Caray passe chez les Cubs de Chicago et y importe cette tradition. Depuis son décès le 18 février 1998, l'invité d'honneur des Cubs, généralement une personnalité nationale ou régionale, chante Take Me Out To The Ball Game lors de la pause de la septième manche. La veuve d'Harry Caray inaugura cet hommage.  
Après les attentats du 11 septembre 2001, la chanson God Bless America remplace ou précède un temps Take Me Out To The Ball Game. Dès 2003, le commissaire de la MLB invite les franchises à ne réserver God Bless America qu'aux jours des fêtes nationales. La quasi-totalité des franchises suit la directive, mais certaines, comme les Yankees de New York ou les Nationals de Washington, n'en tiennent pas compte. D'autres réservent ce titre aux dimanches et jours fériés.